# Disconectes latirostris
Disconectes latirostris là một loài chân đều trong họ Munnopsidae. Loài này được Sars miêu tả khoa học năm 1882.